# Collegio elettorale di Bolzano (Camera dei deputati)
Il collegio di Bolzano fu un collegio elettorale uninominale della Repubblica Italiana per l'elezione della Camera dei deputati. Apparteneva alla circoscrizione Trentino-Alto Adige e fu utilizzato per eleggere un deputato nella XII, XIII e XIV legislatura.
Venne istituito nel 1993 con la cosiddetta Legge Mattarella (Legge n. 277, Nuove norme per l'elezione della Camera dei deputati), attuata in seguito al referendum abrogativo del 1993. La legge istituì per la Camera dei deputati e per il Senato della Repubblica un sistema di elezione misto, in parte maggioritario e in parte proporzionale. Il 75% dei parlamentari dell'assemblea veniva eletto in collegi uninominali tramite sistema maggioritario a turno unico; il restante 25% alla Camera veniva eletto tramite sistema proporzionale con liste bloccate.
Il collegio venne abolito insieme a tutti gli altri che costituivano la Camera con la promulgazione della legge elettorale successiva, la cosiddetta Legge Calderoli. Questa prevedeva un sistema proporzionale con premio di maggioranza, che alla Camera veniva attribuito a livello nazionale.
Con la legge elettorale del 2015 il collegio rientrò in vigore con la nuova denominazione di collegio uninominale Trentino-Alto Adige/Südtirol - 01. La legge elettorale non venne però mai utilizzata in alcuna consultazione venendo sostituita dalla legge Rosato nel 2017.

## Territorio
Il collegio di Bolzano era uno degli 8 collegi uninominali in cui era suddiviso il Trentino-Alto Adige e, come previsto dal D.Lgs. del 20 dicembre 1993 n. 536, era interamente compreso nella provincia autonoma di Bolzano e comprendeva i seguenti comuni: Bolzano e Laives.

## Eletti
| Elezione | Elezione | Deputato           | Partito                  |
| -------- | -------- | ------------------ | ------------------------ |
|          | 1994     | Pietro Mitolo      | Alleanza Nazionale       |
|          | 1996     | Franco Frattini    | Polo per le Libertà (FI) |
|          | 2001     | Gianclaudio Bressa | L'Ulivo - SVP (PPI)      |

## Dati elettorali

### XII legislatura

#### Risultati proporzionale
| Coalizioni        | Coalizioni                        | Liste                             | Liste                              | Voti   | %     |
| ----------------- | --------------------------------- | --------------------------------- | ---------------------------------- | ------ | ----- |
|                   | Alleanza Nazionale                | Alleanza Nazionale                | Alleanza Nazionale                 | 24.375 | 28,71 |
|                   | Progressisti                      |                                   | Partito Democratico della Sinistra | 6.933  | 8,17  |
|                   | Progressisti                      | Federazione dei Verdi             | 5.897                              | 6,95   |       |
|                   | Progressisti                      | Rifondazione Comunista            | 2.094                              | 2,47   |       |
|                   | Progressisti                      | La Rete - Movimento Democratico   | 937                                | 1,10   |       |
|                   | Progressisti                      | Partito Socialista Italiano       | 744                                | 0,88   |       |
| Totale coalizione | Totale coalizione                 | 16.605                            | 19,57                              |        |       |
|                   | Südtiroler Volkspartei            | Südtiroler Volkspartei            | Südtiroler Volkspartei             | 16.360 | 19,27 |
|                   | Polo delle Libertà                |                                   | Forza Italia                       | 13.683 | 16,12 |
|                   | Polo delle Libertà                | Lega Nord                         | 2.561                              | 3,02   |       |
| Totale Coalizione | Totale Coalizione                 | 16.244                            | 19,14                              |        |       |
|                   | Autonomia Democratica Altoatesina | Autonomia Democratica Altoatesina | Autonomia Democratica Altoatesina  | 6.514  | 7,67  |
|                   | Patto per l'Italia                |                                   | Partito Popolare Italiano          | 4.218  | 4,97  |
|                   | Partito della Legge Naturale      | Partito della Legge Naturale      | Partito della Legge Naturale       | 578    | 0,68  |
| Totale            | Totale                            | Totale                            | Totale                             | 84.894 |       |

#### Risultati uninominale
|                               | Pietro Mitolo ✔️ Eletto   | Alleanza Nazionale           | 26 881 | 32,08 |  |  |  |  |  |
|                               | Giovanni Salghetti Drioli | Autonomia Democratica        | 24 177 | 28,86 |  |  |  |  |  |
|                               | Elmar Pichler             | Südtiroler Volkspartei       | 15 892 | 18,97 |  |  |  |  |  |
|                               | Umberto Montefiori        | Polo delle Libertà (FI - LN) | 15 116 | 18,04 |  |  |  |  |  |
|                               | Martin Burger             | Partito della Legge Naturale | 1 718  | 2,05  |  |  |  |  |  |
| Totale                        | Totale                    | Totale                       | 83 784 | 100   |  |  |  |  |  |
|                               |                           |                              |        |       |  |  |  |  |  |
| Fonte: Ministero dell'interno |                           |                              |        |       |  |  |  |  |  |

### XIII legislatura

#### Risultati proporzionale
| Coalizioni        | Coalizioni                   | Liste                              | Liste                                     | Voti   | %     |
| ----------------- | ---------------------------- | ---------------------------------- | ----------------------------------------- | ------ | ----- |
|                   | Polo per le Libertà          |                                    | Alleanza Nazionale                        | 24.179 | 30,49 |
|                   | Polo per le Libertà          | Forza Italia                       | 11.879                                    | 14,98  |       |
|                   | Polo per le Libertà          | CCD-CDU                            | 1.809                                     | 2,28   |       |
| Totale coalizione | Totale coalizione            | 37.867                             | 47,75                                     |        |       |
|                   | L'Ulivo                      |                                    | Popolari per Prodi (PPI-SVP-PRI-UD-Prodi) | 10.287 | 12,97 |
|                   | L'Ulivo                      | Partito Democratico della Sinistra | 8.415                                     | 10,61  |       |
|                   | L'Ulivo                      | Rinnovamento Italiano              | 5.928                                     | 7,48   |       |
|                   | L'Ulivo                      | Federazione dei Verdi              | 4.407                                     | 5,56   |       |
| Totale coalizione | Totale coalizione            | 28.407                             | 35,82                                     |        |       |
|                   | Union für Südtirol           | Union für Südtirol                 | Union für Südtirol                        | 3.882  | 4,90  |
|                   | Lega Nord                    | Lega Nord                          | Lega Nord                                 | 3.601  | 4,54  |
|                   | Progressisti                 |                                    | Rifondazione Comunista                    | 3.588  | 4,52  |
|                   | Partito della Legge Naturale | Partito della Legge Naturale       | Partito della Legge Naturale              | 1.325  | 1,67  |
| Totale            | Totale                       | Totale                             | Totale                                    | 79.300 |       |

#### Risultati uninominale
|                               | Franco Frattini ✔️ Eletto | Polo per le Libertà          | 36 510 | 46,83 |  |  |  |  |  |
|                               | Ennio Chiodi              | L'Ulivo                      | 34 914 | 44,79 |  |  |  |  |  |
|                               | Roland Lang               | Union für Südtirol           | 4 348  | 5,58  |  |  |  |  |  |
|                               | Martin Alois Burger       | Partito della Legge Naturale | 2 183  | 2,80  |  |  |  |  |  |
| Totale                        | Totale                    | Totale                       | 77 955 | 100   |  |  |  |  |  |
|                               |                           |                              |        |       |  |  |  |  |  |
| Fonte: Ministero dell'interno |                           |                              |        |       |  |  |  |  |  |

### XIV legislatura

#### Risultati proporzionale
| Coalizioni        | Coalizioni              | Liste                   | Liste                                 | Voti   | %     |
| ----------------- | ----------------------- | ----------------------- | ------------------------------------- | ------ | ----- |
|                   | Casa delle Libertà      |                         | Alleanza Nazionale                    | 21.214 | 27,37 |
|                   | Casa delle Libertà      | Forza Italia            | 10.863                                | 14,02  |       |
|                   | Casa delle Libertà      | CCD-CDU                 | 668                                   | 0,86   |       |
|                   | Casa delle Libertà      | Lega Nord               | 611                                   | 0,79   |       |
| Totale coalizione | Totale coalizione       | 33.176                  | 43,04                                 |        |       |
|                   | L'Ulivo                 |                         | La Margherita (Dem - PPI - RI- UDEUR) | 9.595  | 12,38 |
|                   | L'Ulivo                 | Democratici di Sinistra | 6.037                                 | 7,79   |       |
|                   | L'Ulivo                 | Il Girasole (FdV - SDI) | 4.140                                 | 5,34   |       |
|                   | L'Ulivo                 | Comunisti Italiani      | 442                                   | 0,57   |       |
| Totale coalizione | Totale coalizione       | 20.214                  | 26,08                                 |        |       |
|                   | Südtiroler Volkspartei  | Südtiroler Volkspartei  | Südtiroler Volkspartei                | 14.778 | 19,07 |
|                   | Lista Di Pietro         | Lista Di Pietro         | Lista Di Pietro                       | 3.397  | 4,38  |
|                   | Rifondazione Comunista  | Rifondazione Comunista  | Rifondazione Comunista                | 2.959  | 3,82  |
|                   | Lista Pannella - Bonino | Lista Pannella - Bonino | Lista Pannella - Bonino               | 2.328  | 3,00  |
|                   | Democrazia Europea      | Democrazia Europea      | Democrazia Europea                    | 416    | 0,54  |
|                   | Abolizione scorporo     | Abolizione scorporo     | Abolizione scorporo                   | 59     | 0,08  |
| Totale            | Totale                  | Totale                  | Totale                                | 77.507 |       |

#### Risultati uninominale
|                               | Gianclaudio Bressa ✔️ Eletto | Südtiroler Volkspartei - L'Ulivo | 37 577 | 49,01 |  |  |  |  |  |
|                               | Franco Frattini              | Casa delle Libertà               | 32 171 | 41,96 |  |  |  |  |  |
|                               | Cristina Zanella             | Lista Di Pietro                  | 4 003  | 5,22  |  |  |  |  |  |
|                               | Achille Chiomento            | Lista Emma Bonino                | 2 922  | 3,81  |  |  |  |  |  |
| Totale                        | Totale                       | Totale                           | 76 673 | 100   |  |  |  |  |  |
|                               |                              |                                  |        |       |  |  |  |  |  |
| Fonte: Ministero dell'interno |                              |                                  |        |       |  |  |  |  |  |